# NGC 466
NGC 466 (другие обозначения — ESO 113-34, AM 0115-591, PGC 4632) — галактика в созвездии Тукан.
Этот объект входит в число перечисленных объектов далёкого космоса в оригинальной редакции «Нового общего каталога».
NGC 466 был открыт астрономом Джоном Гершелем 3 октября 1836.
Галактика NGC 466 входит в состав группы галактик NGC 434. Помимо NGC 466 в группу также входят ещё 9 галактик.